# Nội thân vương Yasuko
Nội thân vương Yasuko hoặc Nội thân vương Teishi (媞子内親王 (Thị Tử nội thân vương)/ ていし(やすこ) ないしんのう Teishi (Yasuko) Naishinō, 1076–1096) về sau được gọi bằng viện danh là Ikuhomon’in (郁芳門院 (Úc Phương môn viện)) là một công chúa, con gái của Thiên hoàng Shirakawa, và là hoàng hậu danh dự của em trai mình, Thiên hoàng Horikawa.
Yasuko là con gái đầu lòng của Thiên hoàng Shirakawa và Hoàng hậu Fujiwara no Kenshi, và là chị gái của Thiên hoàng Horikawa. Bà là nữ tế Saiō dưới thời cha mình, Thiên hoàng Shirakawa. Năm 1087, cha bà thoái vị, nhường ngôi cho con trai là Thiên hoàng Horikawa. Năm 1091, bà được phong làm hoàng hậu danh dự cho người em trai mười hai tuổi của mình. Rất hiếm khi một người chị em gái của thiên hoàng được phong làm hoàng hậu của anh em trai mình, nhưng thực ra bà là người chăm sóc và mẹ nuôi của Thiên hoàng Horikawa, từ khi mẹ của họ đã qua đời lúc thiên hoàng năm tuổi.
Bà đã rời khỏi ngôi hoàng hậu của em trai mình vào năm 1093.